# روژمون، کبک
روژمون (به فرانسوی: Rougemont) شهری در منطقه شهری روویل ناحیه مونترژی در استان کبک کانادا است. در سرشماری سال ۲۰۱۱ این شهر ۲٬۶۳۱ نفر جمعیت داشته‌است و مساحت آن ۴۴٫۴۸ کیلومتر مربع است.